# Heinrich Stercker
Heinrich Stercker (von Mellerstadt) (auch: Henricus Stercker) (* um 1430 in Mellrichstadt; † 6. März 1483 in Meißen) war ein deutscher Humanist, Diplomat und kursächsischer gelehrter Rat, der maßgeblich am Aufbau einer modernen Territorialverwaltung im Kurfürstentum Sachsen beteiligt war.

## Leben
Stercker immatrikulierte sich 1454 an der Universität Leipzig, wo er zum Mittelpunkt eines Kreises von Humanisten wie Servatius Göswein, Peter Luder und Hartmann Schedel wurde. In Leipzig begegnete er 1458 dem päpstlichen Legaten und Ablasshändler Marinus de Fregeno, der Stercker mit den humanistischen Schriften des Enea Silvio Piccolomini bekannt machte.
Nach 1462 setzte Stercker sein Studium des Kirchenrechts an der Universität Perugia fort und erlangte anschließend in Leipzig die Doktorwürde als Jurist.
Stercker trat zunächst in den Dienst der Bischöfe von Meißen, bevor er 1469 zum kurfürstlichen Rat von Kurfürst Ernst und Herzog Albrecht von Sachsen ernannt wurde. 1470 begleitete er Herzog Albrecht nach Österreich.
1474/75 berichtete er von der Belagerung von Neuss durch Herzog Karl den Kühnen von Burgund. Er reiste 1476 an den Kaiserhof und anschließend nach Rom und schloss sich dann der Pilgerfahrt Herzog Albrechts ins Heilige Land an.
1480 begleitete Stercker Kurfürst Ernst nach Rom, wo er erfolgreich über die Versorgung der Söhne Kurfürst Ernsts mit hohen kirchlichen Ämtern verhandelte.
Stercker wurde von seinen Landesherren mit Kanonikaten an den Domkirchen zu Meißen, Merseburg, Naumburg und Freiberg versorgt. In das Meißner Kapitel wurde er vermutlich vor 1478 aufgenommen. Nach dem Tod des Paul von Mündel erhielt er hier 1481 das Amt des Scholasters. Er war beteiligt an der Gründung des Kollegiatstifts in Freiberg. Als 1480 die bisherige Freiberger Stadtkirche St. Marien zur Stiftskirche umgewandelt wurde, erhielt Stercker eines der sieben neuen Kanonikate. 
Stercker fungierte zeitweise als Beisitzer im Kammergericht Kaiser Friedrichs III. in der Zeit der Verpachtung dieser Institution an den Mainzer Erzbischof Adolf von Nassau-Idstein.
Im Alter von etwa 50 Jahren starb Stercker in Meißen und wurde im Mittelschiff des Meißner Doms beigesetzt. Seine Grabplatte aus Sandstein mit seinem Porträt auf einer Einsatzplatte aus Bronze, die vermutlich in der älteren Nürnberger Vischer-Werkstatt hergestellt wurde, ist noch erhalten.
Von Hartmann Schedel ist in seinen in München aufbewahrten Sammelbänden ein lateinisches Epitaph auf Stercker überliefert:
"Epitaphium Doctoris Heinrici Mellerstat consiliarii ducum Saxonie.
Mellerstat me genuit, Lipczk doctas contulit artes,
Jus dedit et leges urbs Perusina [Perugia] mihi.
Me febris absumpsit Heinricum agnomine Stercker,
Misna tegit corpus, spiritus astra petat.
Anno domini MccccLxxxIII die Jovis mensis Marcii sexta Obiit
Egregius vir doctor Heinricus Stercker de Mellerstat, Scolasticus
ecclesie Misnensis necnon eiusdem ecclesie et Mersburgensis
Neuburgensis et Friburgensis canonicus. Cuius anima in sancta
pace requiescat."

## Werke
- Carmen über den Brand in Erfurt 1472